# Maxime Bôcher
Maxime Bôcher (ur. 28 sierpnia 1867 w Bostonie, zm. 12 września 1918 w Cambridge (Massachusetts)) – amerykański matematyk.
W latach 1883-1889 studiował na Uniwersytecie Harvarda, a następnie w latach 1889-1891 na Uniwersytecie w Getyndze.  W 1904 został profesorem Uniwersytetu Harvarda, był członkiem Narodowej Akademii Nauk w Waszyngtonie i Amerykańskiej Akademii Umiejętności w Bostonie oraz wieloletnim redaktorem „Annals of Mathematics”. Zajmował się analizą matematyczną, w szczególności teorią potencjału i teorią równań całkowych.